# THE IDOLM@STER SHINY COLORS BRILLI@NT WING
『THE IDOLM@STER SHINY COLORS BRILLI@NT WING』（アイドルマスター シャイニーカラーズ ブリリアントウィング）は、「アイドルマスター シャイニーカラーズ」のキャラクターソングCDシリーズであり、2018年6月6日からリリースされている。
作中に登場する公式ユニットによるシングルCDシリーズで、ユニット用新曲2曲とドラマパートを収録。発売元はランティス。
2023年3月8日以降にサブスクリプション型サービスにて配信される楽曲のうち三峰結華が参加している楽曲に関しては、ベストアルバム「WING COLLECTION」に収録されている「2023 Ver.」に差し替えられている（三峰結華役が希水しおに変更されているバージョン）。

## 01 Spread the Wings!!
2018年6月6日発売。シャイニーカラーズが歌う本作のテーマ曲「Spread the Wings!!」ほか、新曲1曲が収録されている。また、「Spread the Wings!!」のフルサイズ版はシングル発売より前の2018年5月7日からダウンロード配信された。
発売記念イベントのトークショーによると、表題曲「Spread the Wings!!」は「翼を広げる」という意味と、「新たなことに挑戦するという意味のダブルミーニングとなっている。また、『アイドルマスター シャイニーカラーズ』の制作プロデューサーである高山祐介は「Spread the Wings!!」について、青空のような曲と2019年のインタビューの中で言及している
収録曲
歌：シャイニーカラーズ
1. Spread the Wings!!
作詞：こだまさおり、作曲・編曲：山口朗彦
2. Multicolored Sky
作詞：松井洋平、作曲・編曲：高田暁

## 02 ヒカリのdestination
2018年7月4日発売。イルミネーションスターズのシングルCD。
収録曲
歌：イルミネーションスターズ
1. ヒカリのdestination
作詞：中村彼方、作曲・編曲：中野領太（onetrap）
2. 虹になれ
作詞：中村彼方、作曲・編曲：藤末樹
3. Spread the Wings!!（イルミネーションスターズ Ver.）
4. スペシャルオーディオドラマ「イルミネーションスターズ・イン・ストア」

## 03 バベルシティ・グレイス
2018年8月1日発売。アンティーカのシングルCD。
収録曲
歌：アンティーカ
1. バベルシティ・グレイス
作詞：真崎エリカ、作曲・編曲：南田健吾（onetrap）
2. 幻惑SILHOUETTE
作詞：真崎エリカ、作曲・編曲：no_my
3. Spread the Wings!!（アンティーカ Ver.）
4. スペシャルオーディオドラマ「アンティーカより愛を込めて」

## 04 夢咲きAfter School
2018年9月5日発売。放課後クライマックスガールズのシングルCD。
収録曲
歌：放課後クライマックスガールズ
1. 夢咲きAfter School
作詞：古屋真、作曲・編曲：南田健吾（onetrap）
2. 太陽キッス
作詞：古屋真、作曲・編曲：no_my
3. Spread the Wings!!（放課後クライマックスガールズ Ver.）
4. スペシャルオーディオドラマ「果穂のワクワク観察日記」

## 05 アルストロメリア
2018年10月3日発売。アルストロメリアのシングルCD。
収録曲
歌：アルストロメリア
1. アルストロメリア
作詞：鈴木静那、作曲・編曲：森本貴大
2. ハピリリ
作詞：鈴木静那、作曲・編曲：SHOW（Digz, Inc. Group）
3. Spread the Wings!!（アルストロメリア Ver.）
4. スペシャルオーディオドラマ「かぜっぴきパニック！」

## ソロ・リミックス盤
ライブイベントの物販商品として限定販売される、シリーズに収録されたユニット曲のソロ・リミックスを収録したCD。
THE IDOLM@STER SHINY COLORS SOLO COLLECTION -1stLIVE FLY TO THE SHINY SKY-
『THE IDOLM@STER SHINY COLORS 1stLIVE FLY TO THE SHINY SKY』（2019年3月開催）会場限定CD。
「ヒカリのdestination」「バベルシティ・グレイス」「夢咲きAfter School」「アルストロメリア」のソロ・リミックスが収録されている。
THE IDOLM@STER SHINY COLORS SOLO COLLECTION -SUMMER PARTY 2019-
『THE IDOLM@STER SHINY COLORS SUMMER PARTY 2019』（2019年8月開催）会場限定CD。
「虹になれ」「幻惑SILHOUETTE」「太陽キッス」「ハピリリ」のソロ・リミックスが収録されている。

## インスト盤
THE IDOLM@STER SHINY COLORS OFF VOCAL COLLECTION 01
2022年1月19日発売。DISC1に本シリーズに収録された全10曲のオフボーカル版が収録されている。

### ユニットメンバー
1. 1 2 3  櫻木真乃（関根瞳）、風野灯織（近藤玲奈）、八宮めぐる（峯田茉優）、月岡恋鐘（礒部花凜）、田中摩美々（菅沼千紗）、白瀬咲耶（八巻アンナ）、三峰結華（成海瑠奈）、幽谷霧子（結名美月）、小宮果穂（河野ひより）、園田智代子（白石晴香）、西城樹里（永井真里子）、杜野凛世（丸岡和佳奈）、有栖川夏葉（涼本あきほ）、大崎甘奈（黒木ほの香）、大崎甜花（前川涼子）、桑山千雪（芝崎典子）
2. 1 2 3  櫻木真乃（関根瞳）、風野灯織（近藤玲奈）、八宮めぐる（峯田茉優）
3. 1 2 3  月岡恋鐘（礒部花凜）、田中摩美々（菅沼千紗）、白瀬咲耶（八巻アンナ）、三峰結華（成海瑠奈）、幽谷霧子（結名美月）
4. 1 2 3  小宮果穂（河野ひより）、園田智代子（白石晴香）、西城樹里（永井真里子）、杜野凛世（丸岡和佳奈）、有栖川夏葉（涼本あきほ）
5. 1 2 3  大崎甘奈（黒木ほの香）、大崎甜花（前川涼子）、桑山千雪（芝崎典子）